# El cuerpo y el látigo
El cuerpo y el látigo (en italiano: La frusta e il corpo) es una película de terror gótico de 1963 dirigida por Mario Bava bajo el alias "John M. Old". La película trata sobre Kurt Menliff (Christopher Lee), quien es condenado al ostracismo por su padre por su relación con una sirvienta y el posterior suicidio de esta. Más tarde regresa para reclamar su título y a su antigua prometida Nevenka (Daliah Lavi), quien ahora es la esposa de su hermano. Poco después, Menliff es encontrado asesinado, pero los lugareños creen que su fantasma ha regresado para rondar el castillo en busca de venganza.
Los censores italianos retiraron la película de los cines debido a su temática sadomasoquista. La versión internacional presenta algunos cortes significativos y tiene una duración de 77 minutos. Fue estrenada en cines como ¡What y Night Is the Phantom en Estados Unidos y Reino Unido, respectivamente.

## Trama
A mediados del siglo XIX, en un castillo aislado en la costa de Europa Oriental, Kurt (Christopher Lee), el hijo mayor del Conde Menliff (Gustavo De Nardo), estaba en preparativos de matrimonio con Nevenka (Daliah Lavi). Sin embargo, Kurt tuvo una aventura con Tania, la hija de la sirvienta de los Menliff, Giorgia (Harriet Medin), y Tania se suicidó debido al futuro matrimonio de Kurt. El Conde Menliff rechazó a Kurt y este abandonó el castillo. Mientras tanto, Nevenka se casó con Christian (Tony Kendall), el hermano menor de Kurt.
Un día, Kurt llega al castillo, aparentemente para felicitar a Christian y Nevenka, pero en realidad buscando recuperar su título y su fortuna, que supuestamente también incluye a Nevenka. Durante una tarde en la playa y después de una sesión de azotes y acceso carnal, la masoquista Nevenka comprende que todavía está enamorada de Kurt. Frustrada, no regresa al castillo y finalmente el mayordomo Losat (Luciano Pigozzi) la encuentra inconsciente. Esa misma noche, Kurt es asesinado en curiosas circunstancias, con la misma daga con la que Tania se había suicidado. Ahora, Kurt está muerto, pero una serie de eventos insinúan que su fantasma ha comenzado a rondar el castillo en busca de venganza.

## Reparto
- Daliah Lavi como Nevenka
- Christopher Lee como Kurt Menliff
- Tony Kendall como Christian Menliff
- Ida Galli (acreditada como Isil Oberon) como Katia
- Harriet Medin (acreditada como Harriet White) como Giorgia
- Gustavo De Nardo (acreditado como Dean Ardow) como el Conde Menliff
- Luciano Pigozzi (acreditado como Alan Collins) como Losat
- Jacques Herlin como el sacerdote

## Producción
Los guionistas acreditados son Ernesto Gastaldi (bajo el alias Julian Berry), Ugo Guerra (como Robert Hugo) y Luciano Martino (como Martin Hardy).  Gastaldi ha declarado que él mismo había escrito el guion y que Guerra posiblemente contribuyó a parte de la historia desde el principio, mientras que Martino no contribuyó.  Los productores le mostraron a Gastaldi una copia de Pit and the Pendulum (1961), y solicitaron que se hiciera una película similar.  Gastaldi aparece como asistente de dirección en los créditos de la película, pero ha declarado que ni siquiera estuvo en el set durante el rodaje.  Mario Bava fue contratado para dirigir la película por sugerencia de Ugo Guerra, ya que podía dirigir la película y fotografiarla.  Bava se encargó de la filmación, mientras que su camarógrafo habitual, Ubaldo Terzano, está acreditado como director de fotografía. 
La película se rodó por menos de 159 millones de liras italianas en seis semanas, con una semana más para efectos especiales.  La película se filmó tanto en Anzio como en el Castillo de Sant'Angelo en Roma. 

## Lanzamiento
La temática sadomasoquista de la película causó problemas con los censores en Italia.  La junta de censores no exigió ningún corte en la película, pero le dio una calificación de VM 18, lo que significa que estaba prohibida a los menores.  Esto fue apelado por las compañías productoras de la película, que cortaron partes de la película por su cuenta y así pudieron obtener una calificación VM 14 (menores acompañados).  Se estrenó en Italia el 29 de agosto de 1963 a través de Titanus.  La película fue incautada el 12 de octubre de 1963, acusada de obscenidad.  Se declaró que la cinta contenía "varias secuencias que hacen referencia a degeneraciones y anomalías de la vida sexual".  La película se reestrenó posteriormente en enero de 1964.  El tribunal de Roma ordenó la confiscación de varias escenas que fueron calificadas de "contrarias a la moral".  El cartel de la película fue destruido y el jefe de prensa de Titanus fue condenado a tres meses de libertad condicional.  La película recaudó un total de 72 millones de liras. 
El cuerpo y el látigo se estrenó en Francia con el título Le corps et le fouet el 26 de enero de 1966.  Una versión de 77 minutos titulada ¡What! fue lanzada en los Estados Unidos en 1965. Esta versión fue doblada al inglés y ninguno de los actores dobló su propia voz.  La versión de 77 minutos era casi idéntica a la edición británica de la película estrenada bajo el título Night is the Phantom.  Tanto la versión estadounidense como la inglesa de la película fueron muy editadas, en particular se eliminaron todas las escenas de azotes, lo que hizo que la película fuera incomprensible. 

### Video doméstico
VCI lanzó un DVD en la Región 1 de The Whip and the Body el 31 de octubre de 2000 con una duración de 88 minutos.  El DVD se obtuvo de una copia de 35 mm de la película íntegra sin cortes.  El disco incluía un comentario de audio con Tim Lucas, banda sonora aislada, galería de fotos, biografías y filmografías del elenco y el equipo.  Kino lanzó un Blu-ray de la película el 17 de diciembre de 2013.  El Blu-ray contenía el comentario de audio de Tim Lucas y tráileres. 

## Recepción
En reseñas contemporáneas, The Monthly Film Bulletin revisó la versión doblada al inglés de 77 minutos titulada Night is the Phantom en 1965.  La reseña se refirió a la película como "lenta, repetitiva, al borde de la parodia" y que "los cortes de la censura o del distribuidor han hecho que gran parte de la trama sea incomprensible, aunque uno duda si alguna vez tuvo sentido del todo".  La reseña comparó la película con otras de género de la época, calificándola de "otra de las traviesas simulaciones italianas de la película de terror británica" y afirmó que "Mario Bava copia a [Riccardo] Freda casi servilmente" pero "todavía lo logra con algunas composiciones pictóricas deslumbrantes".  En Variety se señaló que "para un público sofisticado, la atmósfera de novela gótica y los adornos de los pasajes secretos, las huellas embarradas en la cripta y el amante fantasma probablemente provocarán más risas que resoplidos. Pero se mantiene un suspense genuino en todo momento".  La reseña comentaba los elementos técnicos de la película, afirmando que la cinematografía era "excelente", pero que el guion tenía "muchas líneas absurdas y estaba demasiado lleno de clichés como gritos en la noche, persecuciones apresuradas y luces misteriosas en la cripta". 
En 1970, el guionista Ernesto Gastaldi afirmó que la película lo decepcionó.  Gastaldi describió que sentía la historia "en términos de una pesadilla psicológica, al estilo de las películas de Clouzot, pero Bava vio en ella un drama barroco y decadente, y enfatizó esos tonos más allá de lo creíble".  
En reseñas retrospectivas más modernas, Slant Magazine le dio a la película cuatro estrellas y media de cinco, afirmando que la película encontró a "Bava en la cima de su destreza visual",  mientras AllMovie encontró que el "estilo visual excepcional de Bava ayuda a elevar un panorama por lo demás sombrío". La reseña señaló que la película contenía un "guion fuerte e ingenioso y uno de los mejores elencos con los que jamás haya trabajado el director italiano", lo que resultó en "una película de terror sólida que funciona en múltiples niveles". 